# Franciszek Kałuża
Franciszek Mateusz Kałuża SJ (ur. 18 września 1877 w Kowalach, zm. 19 stycznia 1941 w KL Dachau) – polski duchowny rzymskokatolicki, Sługa Boży, kanclerz kurii biskupiej, męczennik za wiarę, działacz społeczny i obrońca polskości Śląska.

## Życiorys
Urodził się 18 września 1877 roku w Kowalach na Śląsku Cieszyńskim jako syn Pawła i Zuzanny Kałużów. Został ochrzczony w parafialnym kościele pw. Św. Mikołaja w Pierśćcu 20 września 1877.
Ukończył gimnazjum w Bielsku (obecnie miasto Bielsko-Biała). Teologię studiował w Widnawie. Święcenia kapłańskie przyjął 23 lipca 1903, a po ukończeniu studiów teologicznych w Seminarium Duchownym w Widnawie podjął pracę jako wikariusz w Łazach. Od 1907 był członkiem zarządu Związku Śląskich Katolików, a od 1908 – kanclerzem kurii biskupiej Generalnego Wikariatu dla Śląska Austriackiego w Cieszynie. W tym czasie prowadził działalność charytatywną i wychowawczą wśród zaniedbanej młodzieży.
25 września 1921 wstąpił do nowicjatu zakonu jezuitów w Starej Wsi. Po studiach z duchowości i prawa kanonicznego został moderatorem stowarzyszeń katolickich w Krakowie. Był następnie rekolekcjonistą duchowieństwa śląskiego i katechetą w Stanisławowie. Od 1926 pełnił obowiązki superiora w Krakowie, od 1929 w Bukareszcie, a od 1930 we Lwowie. Śluby zakonne złożył 2 lutego 1932. W 1933 został proboszczem i superiorem w parafii Matki Boskiej Różańcowej w Rudzie i pracował tam do 7 grudnia 1938, kiedy przeniesiono go do cieszyńskiej parafii Najsłodszego Serca Jezusowego gdzie był administratorem parafii i przełożonym domu zakonnego.
Po wybuchu II wojny światowej został w ramach Intelligenzaktion Schlesien aresztowany przez gestapo 3 września 1939 i uwięziony w miejscowym więzieniu w Cieszynie. W kwietniu 1940 przewieziony został do obozu koncentracyjnego Sachsenhausen, a 14 grudnia 1940 do obozu w Dachau jako więzień nr 22748. Jak pisze w swojej książce ''Ucisk i strapienie" ks. kardynał Adam Kozłowiecki SJ: Imponował wszystkim księżom swą świątobliwością i godną postawą wobec cierpienia (...). Zobaczyłem go po przyjeździe z Sachsenhausen i poznać nie mogłem. Był to szkielet i cień człowieka".
Ten niemłody już kapłan zmarł w opinii świętości w poddaniu się woli Bożej, mimo wygłodzenia, zachowując wielką życzliwość dla otoczenia, nie doczekawszy się upragnionego otwarcia kaplicy obozowej. Jego prochy zostały sprowadzone do rodzinnej parafii Świętego Mikołaja i z obawy przed represjami pochowane na pierścieckim cmentarzu, cicho, wieczorem bez należytego pogrzebu, w gronie najbliższych i krewnych.

## Pamięć
Nazwisko Sługi Bożego Franciszka upamiętnione jest na tablicach pamiątkowych:
- w archikatedrze Chrystusa Króla w Katowicach,
- w kościele św. Marii Magdaleny w Cieszynie/Sanktuarium Matki Bożej Cieszyńskiej (na tablicy poświęconej pamięci cieszyńskich księży bohaterów)
- w mauzoleum cmentarnym w Rudzie Śląskiej,
- w przedsionku bazyliki Serca Jezusowego w Krakowie (na tablicy poświęconej jezuitom zamordowanym podczas II wojny światowej),
- w nowicjacie jezuitów w Starej Wsi.

Jego grób znajduje się na cmentarzu rodzinnej parafii w Pierśćcu – obok krzyża na sztucznej wyspie, w miejscu starej świątyni, pomiędzy potokami Bajerką a Młynką. W Sanktuarium Świętego Mikołaja w Pierśćcu na Śląsku Cieszyńskim znajduje się ołtarz poświęcony jego osobie, który jest w tylnej części świątyni.

## Proces beatyfikacyjny
Jest jednym z 122 Sług Bożych, wobec których 17 września 2003 rozpoczął się drugi proces beatyfikacyjny drugiej grupy polskich męczenników z okresu II wojny światowej.